# رياض بصرة
رياض بصرة (1967 - 14 مايو 2002) هو مؤسس جماعة لشكر جهنكوي مع أكرم لاهوري ومالك إسحاق سنة 1996، وزعيم الجماعة حتى مقتله في 2002.

## حياته
ولد رياض بصرة في تشاك تشاه ثانديوالا بسرغودها عام 1967، ودرس في المدارس في لاهور وسرغودها قبل التحاقه بجماعة سباه صحابة عام 1985. ويقال أنه قاتل في الحرب الأفغانية الروسية في صف المجاهدين وأصيب بجروح في ساقه.
وكان يهدف إلى تأسيس إمارة إسلامية سنية في باكستان والتبرؤ من الشيعة باعتبارهم خارجين عن الإسلام.
اتُهم رياض بصرة في قضية قتل الدبلوماسي الإيراني صادق جانجي في عام 1990، وكذلك قضية قتل الزعيم الشيعي سيد إسكندر شاه، والهجوم على تجمع في مقبرة شيعية في عام 1998، ومحاولة اغتيال نواز شريف في عام 1999. وتم القبض عليه في عام 1992 وحكم عليه بالإعدام لقتله جانجي، لكنه هرب من السجن في عام 1994.
في عام 1996 انفصل رياض بصرة عن سباه صحابة أو جيش الصحابة، وأسس جماعة لشكر جهنكوي والتي سميت تيمنًا بالقائد المغتال لجماعة سباه صحابة حق نواز جهنكوي الذي قُتل في هجوم بقنبلة على يد مهاجمين مجهولين من جماعة شيعية في 23 فبراير 1990.

## مقتله
أعلنت الحكومة الباكستانية عن مكافأة 5 ملايين روبية لمن يدلي بمعلومات تدل على مكانه، حسبما ذُكر أنه قٌتل في تبادل لإطلاق النار في مايو 2002 في قرية شيعية في مقاطعة فيهاري بإقليم البنجاب، وأثيرن شكوك بشأن صحة خبر مقتله لأن شرطة سرغودها كانت قد ادعت بالفعل قتله في عام 1999 كما ادعت شرطة البنجاب قتله في ست مناسبات مختلفة.

## وصلات خارجية
- Information on Riaz Basra, the alleged assassin of Iranian diplomat Sadiq Ghanji who escaped custody of the Pakistan authorities, European Country of Origin Information Network.